# 白胸鸲鹟
白胸鸲鹟（學名：Quoyornis georgianus）是一種屬於鸲鹟科的鸟纲動物。白胸鸲鹟是西澳大利亞州西南部份獨有的品種。与许多其他澳大利亚鸲鹟不同，牠們身上没有颜色鲜艳的羽毛，僅有一些灰色羽毛，以及位於腹部的白色羽毛。白胸鸲鹟與澳大利亞其他雀形动物的相似之處，就是當一對或一群白胸鸲鹟找到定居點後，他們便會保衛自己的家園。

## 分类
法國博物學家吉恩勒内·康斯坦槐奥和約瑟夫·保羅·蓋馬爾於1830年首次為白胸鸲鹟起了學名「Muscicapa georgiana」。於1846年，約翰·古爾德將白胸鸲鹟重新命名為「Eopsaltria leucogaster」。而現今的學名是以1846年的Eopsaltria以及1830年的georgiana組合而成。
白胸鸲鹟與歐亞鴝或美国知更鸟的關係不大。白胸鸲鹟属于鸲鹟屬，並在澳洲被分類為「黄知更」，以與同為鸲鹟屬的「紅知更」分開。白胸鸲鹟亦被稱為白腹鸲鹟或白胸伯劳知更鸟。
在一個於2009年進行的核与线粒体DNA的遗传分析研究中，科學家意外地發現白胸鸲鹟與澳洲大陸東北部的鸲鹟是姐妹群。

## 描述
白胸鸲鹟身長約14.5厘米。雄性和雌性的羽毛顏色相近，上半身的顏色為蓝灰色，眉毛的顏色稍淡，而腹部的顏色則為白色。白胸鸲鹟灰色的尾巴末端顏色為白色，其喙及脚均為黑色，而其眼睛則為茶色。在澳洲北方的白胸鸲鹟體形較小，顏色亦更深色。而雏鳥的羽毛則為棕色。

## 分佈及栖息地
白胸鸲鹟居住於西澳大利亞州由傑洛頓南方到露紋角之間的一大片區域。在這片區域的南部，白胸鸲鹟通常會居住于位於河流附近的森林。而在這片區域的北部，白胸鸲鹟則多出現於沿海地區。當一對或一群白胸鸲鹟找到定居點後，他們便會保衛自己的家園。

## 習性
白胸鸲鹟是合作繁殖動物。當一對白胸鸲鹟在繁殖時，在牠們旁邊會有一個或以上的鸲鹟幫助牠們照顧雏鳥，而幫助照顧雏鳥的鸲鹟皆為雄性。雌鳥會在繁殖一年後離開雄性，而雄性則會繼續居住於其定居點。

### 繁殖
由冬季后期至夏季早期是白胸鸲鹟的繁殖期。白胸鸲鹟的巢是由干草和树枝組成的。在一對白胸鸲鹟的巢中，最多會有兩隻雏鳥居住。白胸鸲鹟的蛋顏色為橄榄绿或蓝绿色，而蛋的大小約為16毫米x21毫米大。這些蛋的孵化为期16至17天，而雏鳥會在孵化兩個星期後離開鳥巢。

## 外部連結
- 互联网鸟汇集 - 白胸鴝鶲视频